# Jistebník (nádraží)
Jistebník (dříve Stiebnig) je železniční stanice na trati Přerov–Bohumín, původní železniční trať společnosti Severní dráhy císaře Ferdinanda (součást II. železničního rychlostního koridoru) v obci Jistebník.

## Historie
Výstavba probíhala v roce 1844 do roku 1847. Výstavbu trati řídil Karl Hummel. V letech 1960–1963 byla trať elektrizována.
Výstavba II. koridoru ČD probíhala v letech 1999–2001 a v roce 2012 byl zaveden pravostranný provoz.
Od 29. května 2009 je stanice dálkově řízena z CDP Přerov.

## Stanice
Železniční trať v roce 1844 měla jednu kolej. V roce 1880 byla na žádost obcí Jistebník a Košatky zřízena zastávka s malou čekárnou. V roce 1889 se stala stanicí křižovací se čtyřmi kolejemi. V tomto období byla postavena výpravní budova, záchodky (samostatně stojící), zděné skladiště na zboží s odbočnou kolejí, váhou a při zhlavích dřevěné budky stavědel. V roce 1900 byl při severním zhlaví v km 253,3 postaven strážní domek z režného zdiva. V letech 1999 až 2002 byla ve stanici odstraněna budova reléové stanice a na její místo postavena provozní budova, která koresponduje s původními stavbami. Byla postavena z neomítaného cihelného zdiva, obdobných materiálů se použilo k výstavbě výtahových šachet a přístřešků na ostrovních nástupištích.

### Výpravní budova
V roce 1889 byla vybudována výpravní budova podle plánu architekta Antona Dachlera. Výpravní budova, která je obdélného půdorysu s postranními dvouosými rizality, je postavena podle typizovaného projektu (Normalplan No 42) z režného cihelného zdiva. Plochy z červeného cihelného zdiva jsou kombinované se světlými prvky vystupujících říms a lizén. Původní okna byla obdélná v šambránách s ušima završená přímým kamenným záklenkem. Vestibul byl průchozí (s pokladním okénkem) a byl i čekárnou III. třídy. I. a II. třída měly společnou čekárnu. V přízemí byla dopravní kancelář, místnost přednosty, c.k. pošta, dělnická kasárna a příslušenství. V patře třípokojový byt a dva dvoupokojové byty s kuchyněmi a společným příslušenstvím na chodbě. Výpravní budova byla v roce 1998 prohlášena kulturní památkou České republiky.

### Obytný dům
Pro zajištění kvalifikované a spolehlivé pracovní síly a především jejich dosažitelnost byly pro zaměstnance dráhy stavěny obytné domy v blízkosti železnice. V roce 1900 byl postaven podle typizovaného plánu (Normalplan 156 a 157) služební obytný dům pro osm rodin vedle budovy výpravny. Na kamenné podezdívce je postaven patrový dům se středním tříosým rizalitem z režného cihelného zdiva s cihlovými záklenky. V patrech byly tři dvoupokojové byty s kuchyní a jeden jednopokojový byt s kuchyní. Sociální zařízení bylo společné pro každé patro. Vstup byl z přednádraží do chodeb (schodiště) v tříosém rizalitu.

## Služby ve stanici
V železniční zastávce jsou cestujícím poskytovány tyto služby: vnitrostátní pokladní přepážka (ČD), možnost platit v eurech, platba platební kartou, bezbariérové WC, čekárna, půjčovna kol ČD Bike, úschovna zavazadel. V blízkosti je veřejné parkoviště a zastávka autobusové dopravy.
Turistické trasy
- zelená turistická trasa vede z Klimkovic (Jodové lázně) přes Jistebník k přehradní nádrži Žermanice
- modrá turistická cesta začíná v Jistebníku vede kolem Jistebnických rybníků a přes Poodří do Suchdolu nad Odrou.

## Provoz osobní dopravy
Vlaky ČD na linkách Esko S3, S4 a S8 jsou integrovány v systému ODIS. Ve stanici zastavují osobní vlaky ve směrech Bohumín, Hranice na Moravě, Mošnov, Ostrava Airport, Ostrava hlavní nádraží, Ostrava Kunčice, Ostrava střed, Ostrava-Svinov, Petrovice u Karviné, Studénka, Suchdol nad Odrou a Štramberk.